# Iváncsa
Iváncsa is een plaats (község) en gemeente in het Hongaarse comitaat Fejér. Iváncsa telt 2972 inwoners (2006).